# 九龍巴士T271線
已擱置的九龍巴士T271線，於星期一至五早上由大埔墟站開出2班前往尖沙咀東（麼地道），取道吐露港公路及青沙公路前往九龍站商住區和尖沙咀，以期紓緩東鐵綫的擠迫情況。
此路線原定於2014年8月下旬投入服務，惟因大埔區議會認為此路線收費高昂，暫不開辦。

## 歷史
運輸及房屋局於2014年2月25日向立法會呈交的文件顯示，港鐵多年來都把列車可載客量高估逾四成；根據最新估算，港鐵東鐵綫的負荷已達100%。報告出爐後，多名立法會議員抨擊政府的「鐵路優先政策」導致鐵路系統不勝負荷，要求政府加設巴士路線以作疏導。
大埔區議會於2014年7月28日收到運輸署去函，指為紓緩港鐵早上繁忙時間列車載客率偏高的情況，九巴原定計劃於該年八月下旬試辦此路線，為期4個月，惟因大埔區議會認為此路線價目($13.2)比起272X線太貴而難以開辦，暫不開辦，直到272X線開出特別班次經南運路、大埔公路－元洲仔段和延長至尖沙咀東（麼地道）巴士總站來代替本線。

## 服務時間及班次

### 由大埔墟鐵路站開出
- 星期一至五：07:30、07:45

星期六、日及公眾假期不設服務

## 收費
全程收費：$13.2

### 收費備註
- 此路線設有12歲以下小童及65歲或以上長者半價優惠；半價後不足一角之餘數亦作一角計算。
- 65歲或以上長者使用長者八達通或個人八達通卡，以及合資格殘疾人士使用「殘疾人士身份」個人八達通卡繳付車資，均可享有每程劃一$2.0的票價優惠。若65歲或以上長者正價車費折半後之優惠票價低於$2.0，受惠人士只須支付該原來優惠票價。而合資格殘疾人士的原來全費票價若已低於$2.0，受惠人士只須支付該原來的全費票價。
- 乘客可以現金或八達通卡於上車時付款，不設找續。

## 行車路線
途經：南運路、大埔公路－元洲仔段、吐露港公路、大埔公路－沙田段#、青沙公路、荔寶路、連翔道、支路、雅翔道、柯士甸道西、匯民道、匯翔道、廣東道、九龍公園徑及梳士巴利道
（#：因應交通情況，可改經大老山公路、沙瀝公路、沙田路、獅子山隧道公路、紅梅谷路及車公廟路前往青沙公路；或改經大老山公路、沙瀝公路、沙田圍路、大涌橋路及車公廟路前往青沙公路。）

## 外部連結
- 大埔區區議員任啟邦於Facebook張貼的諮詢文件(頁1 （页面存档备份，存于）、頁2 （页面存档备份，存于）)
- 九巴T271線—九龍巴士 （页面存档备份，存于）

本文章取自香港巴士大典：九巴T271線 （页面存档备份，存于）